# بيتر جيل
بيتر جيل (12 نوفمبر 1947 في المملكة المتحدة - ) (بالإنجليزية: Peter Gill)‏ هو لاعب كريكت بريطاني. لعب مع المقاطعات الوطنية للكريكيت الإنجليزي والويلزي ‏ ونادي مقاطعة ستافوردشاير للكريكت ‏.

## وصلات خارجية
- بيتر جيل على موقع إي آس بي آن كريك إنفو (الإنجليزية)